# رضا طالبانی

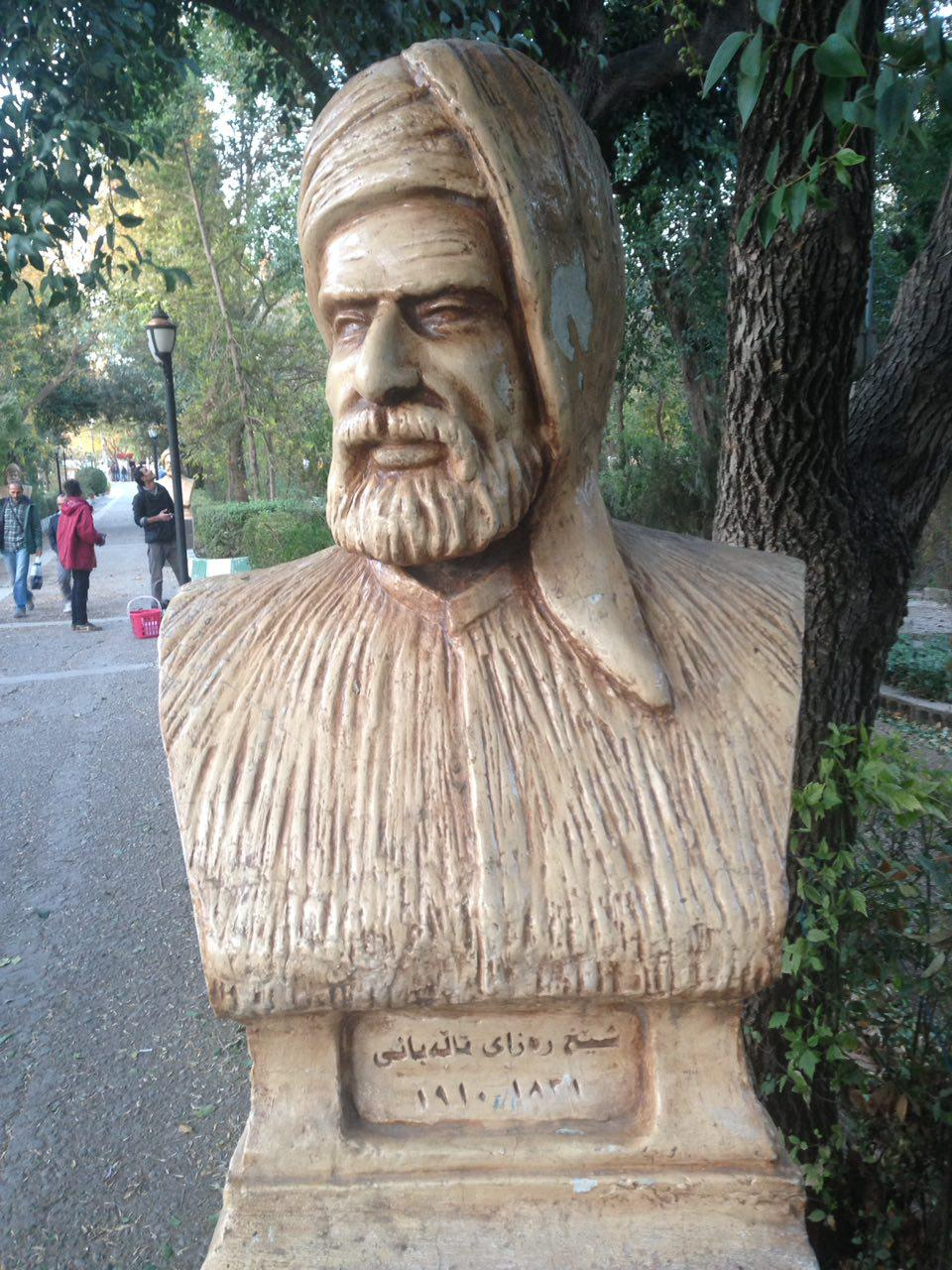
شیخ رضا طالبانی

شیخ رضا طالبانی (۱۹۱۰–۱۸۳۱) یا شیخ رضا شاعر و هجونویس کرد و از مشاهیر ادبیات سورانیست. وی فرزند شیخ عبدالرحمان طالبانی از مشایخ طریقت قادریه طالبانی است. از وی اشعاری به کردی، فارسی، عربی و ترکی به جا مانده‌است. بیشتر شهرت وی به خاطر شعرهای هجوی و هزلی است.

## زندگی
وی در نزدیکی چمچمال به دنیا آمد. قرآن و علوم دینی را نزد پدر فرا گرفت. سپس فقه و بدیع و بیان را نزد علمای آن زمان یادگرفت. وی پدر و برادرش شیخ علی محدث را که از مشایخ طریقت قادری طالبانی در کرکوک بودند ترک کرد و سپس برای تحصیل علم به شهر کویه رفت و پیش عمویش ماندگار شد. در آنجا از عمویش رنجید و به استانبول رفت و اشعار هجوی بسیاری برای عمویش نوشت. در استانبول در نهضت مشروطه خواهی عثمانی شرکت کرد. وی بیشتر عمرش را در شهرهای کرکوک و بغداد گذراند. در سال ۱۹۱۰ در بغداد درگذشت و در کنار مقبره عبدالقادر گیلانی به خاک سپرده شد. بنا بر وصیتش شعر فارسی زیر بر سنگ قبرش نوشته شد:
| یا رسول‌الله چه باشد چون سگ اصحاب کهف |  | داخل جنت شوم در زمرهٔ احباب تو    |
| او رود در جنت و من در جهنم کی رواست  |  | او سگ اصحاب کهف و من سگ اصحاب تو |

## شعر
شیخ رضا به زبانهای کردی، فارسی، عربی و ترکی تسلط داشت و از وی اشعاری بدین زبانها به جا مانده‌است. وی در شعرهایش رضا تخلص می‌کرد.

### نمونه شعر فارسی
شعر زیر بخشی از یک غزل فارسی شیخ رضاست:
| به گلشن قد موزون ترا تا یاد میکردم  |  | خیابان تا خیابان سرو را آزاد می‌کردم |
| ندانستم گذار شانه بر زلف تو می افتد |  | وگرنه تاقیامت خدمت شمشاد می‌کردم     |
| بهر صحرا که می‌دیدم بدام افتاد آهویی |  | فدای چشم تو می‌کردم و آزاد می‌کردم    |
| نشستم همچو مجنون به سر بازار رسوائی |  | تو را با مدعی می‌دیدم و فریاد می‌کردم |
| فریب خویش می‌دادم که اینک یار میاید  |  | به هر آواز پایی خاطر خود شاد می‌کردم |

### نمونه شعر کردی
| ڕۆژێ نه‌بوو ئه‌م دولبه‌ره بێ ڕه‌حمه وه‌فا کا |  | جارێ نه‌بوو ئه‌م کافره شه‌رمێ له خودا کا  |
| حه‌یرانن ئه‌تیبا له عیلاجی مه‌ره‌زی من      |  | لوقمانی ویساڵت مه‌گه‌ر ئه‌م ده‌رده ده‌وا کا |
| کارێ که غه‌م و ده‌ردی فیراقت به منی کرد   |  | سه‌رما به‌هه‌تیو با به‌ده‌واری شڕی ناکا     |